# Helsingør Kommune

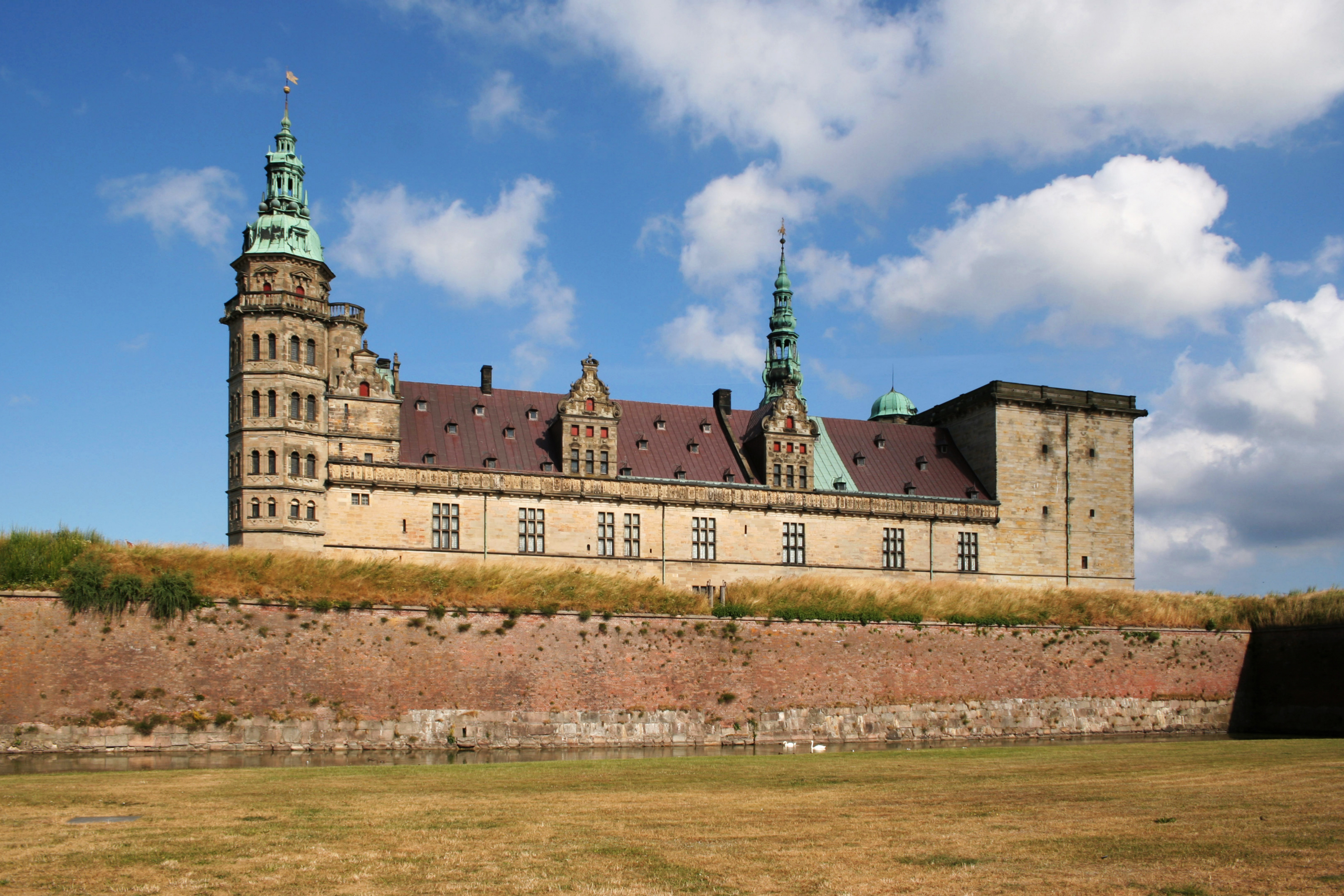
Schloss Kronborg in Helsingør

Helsingør Kommune (deutsch auch Helsingör Kommune, englisch auch Elsinore municipality) ist eine dänische Kommune in der Region Hovedstaden.
Die Fläche der Kommune beträgt 118,90 km² und sie hat 63.953 Einwohner (Stand 1. Januar 2025). Der Sitz der Verwaltung ist in Helsingør.
Im Osten der Kommune liegt der Øresund, im Norden das Kattegat. Die Stadt Helsingør ist durch eine Fähre mit der Stadt Helsingborg in Schweden verbunden.

## Kirchspielsgemeinden und Ortschaften in der Kommune
Auf dem Gemeindegebiet liegen die folgenden Kirchspielsgemeinden (dän.: Sogn) und Ortschaften mit über 200 Einwohnern (byområder (deutsch: „Stadtgebiete“) nach Definition der Statistikbehörde); Einwohnerzahl am 1. Januar 2025, bei einer eingetragenen Einwohnerzahl von Null hatte der Ort in der Vergangenheit mehr als 200 Einwohner:
| Nr. | Kirchspiel           | Einwohner | Ortschaft                                                               | Einwohner                         |
| --- | -------------------- | --------- | ----------------------------------------------------------------------- | --------------------------------- |
| | Egebæksvang Sogn (a) | 4.729     | Espergærde (a) (Teil mehrerer Kommunen)                                 | 1. Januar 2008: 11.524            |
| | Gurre Sogn           | 972       | Gurre                                                                   | 410                               |
| | Hellebæk Sogn        | 6.259     | Hellebæk                                                                | 5.775                             |
| | Hornbæk Sogn         | 5.453     | Hornbæk-Dronningmølle (Teil mehrerer Kommunen) Saunte (b) Stenstrup (b) | 3.659 1.371 1. Januar 2012: 1.144 |
| | Mørdrup Sogn (a)     | 9.635     |                                                                         |                                   |
| | Sankt Mariæ Sogn     | 4.778     |                                                                         |                                   |
| | Sankt Olai Sogn      | 9.549     | Helsingør (Teil mehrerer Kommunen)                                      | 48.033                            |
| | Sthens Sogn          | 8.159     |                                                                         |                                   |
| | Tikøb Sogn           | 2.972     | Kvistgård Langesø (c) Tikøb                                             | 1.214 356 698                     |
| | Vestervang Sogn      | 11.318    |                                                                         |                                   |
| (a) Statistisch gehört die Vorstadt Espergærde mit ihren vorher 11.524 Einwohnern, die sich über die Kirchspiele Egebæksvang Sogn und Mørdrup Sogn sowie das Humlebæk Sogn in der Fredensborg Kommune erstreckt, seit dem 1. Januar 2009 zum Besiedlungsgebiet Helsingør. (b) Stenstrup mit zuletzt 1.144 Einwohnern am 1. Januar 2012 wird seit 2013 unter Saunte erfasst (am 1. Januar 2013 erstmals mit 1278 Einwohnern). (c) Langesø hatte 2008 erstmals weniger als 200 Einwohner. |                      |           |                                                                         |                                   |

## Einwohnerentwicklung
Entwicklung der Einwohnerzahl (1. Januar):
| Jahr      | 1980   | 1985   | 1990   | 1995   | 2000   | 2005   | 2010   | 2025   |
| Einwohner | 56.566 | 56.388 | 56.701 | 56.855 | 59.492 | 61.295 | 61.143 | 63.953 |

## Politik
Der Gemeinderat von Helsingør besteht aus 25 Mitgliedern, die alle vier Jahre neu gewählt werden. Die folgende Tabelle zeigt die Zusammensetzung des Gemeinderats nach den jeweiligen Kommunalwahlen seit 2005.
| Wahl | Partei  | Partei  | Partei   | Partei  | Partei  | Partei  | Partei  | Partei  | Partei  | Total    | Wahlbeteiligung | Bürgermeister:in          |
| --- | ------- | ------- | -------- | ------- | ------- | ------- | ------- | ------- | ------- | -------- | --------------- | ------------------------- |
| Wahl | A       | B       | C        | D       | F       | L       | O       | V       | Ø       | Total    | Wahlbeteiligung | Bürgermeister:in          |
| 2005 | 8 Sitze | 1 Sitz0 | 9 Sitze  | –       | 2 Sitze | –       | 1 Sitz0 | 3 Sitze | 1 Sitz0 | 25 Sitze | 66,0 %          | Per Tærsbøl (C)           |
| 2009 | 7 Sitze | –       | 8 Sitze  | –       | 4 Sitze | 1 Sitz0 | 2 Sitze | 2 Sitze | 1 Sitz0 | 25 Sitze | 67,4 %          | Johannes Hect-Nielsen (V) |
| 2013 | 6 Sitze | 1 Sitz0 | 9 Sitze  | –       | 1 Sitz0 | 1 Sitz0 | 3 Sitze | 2 Sitze | 2 Sitze | 25 Sitze | 73,8 %          | Benedikte Kiær (C)        |
| 2017 | 8 Sitze | 1 Sitz0 | 9 Sitze  | –       | 1 Sitz0 | 1 Sitz0 | 2 Sitze | 1 Sitz0 | 2 Sitze | 25 Sitze | 72,0 %          | Benedikte Kiær (C)        |
| 2021 | 7 Sitze | 2 Sitze | 10 Sitze | 1 Sitz0 | 1 Sitz0 | –       | 2 Sitze | 1 Sitz0 | 2 Sitze | 25 Sitze | 68,6 %          | Benedikte Kiær (C)        |
| Quellen: kmdvalg.dk/kv/2005, 2009, 2013 und 2017, 2021 A = Socialdemokraterne, B = Radikale Venstre, C (grün) = Det Konservative Folkeparti, D = Nye Borgerlige, F = Socialistisk Folkeparti, L = Lokaldemokraterne, O = Dansk Folkeparti, V (blau) = Venstre, Ø = Enhedslisten – de rød-grønne |         |         |          |         |         |         |         |         |         |          |                 |                           |

## Partnerstädte
Helsingør unterhält folgende Städtepartnerschaften:
- Schweden: Helsingborg
- Schweden: Umeå
- Norwegen: Harstad
- Finnland: Vaasa